# 112 – luftens hjältar

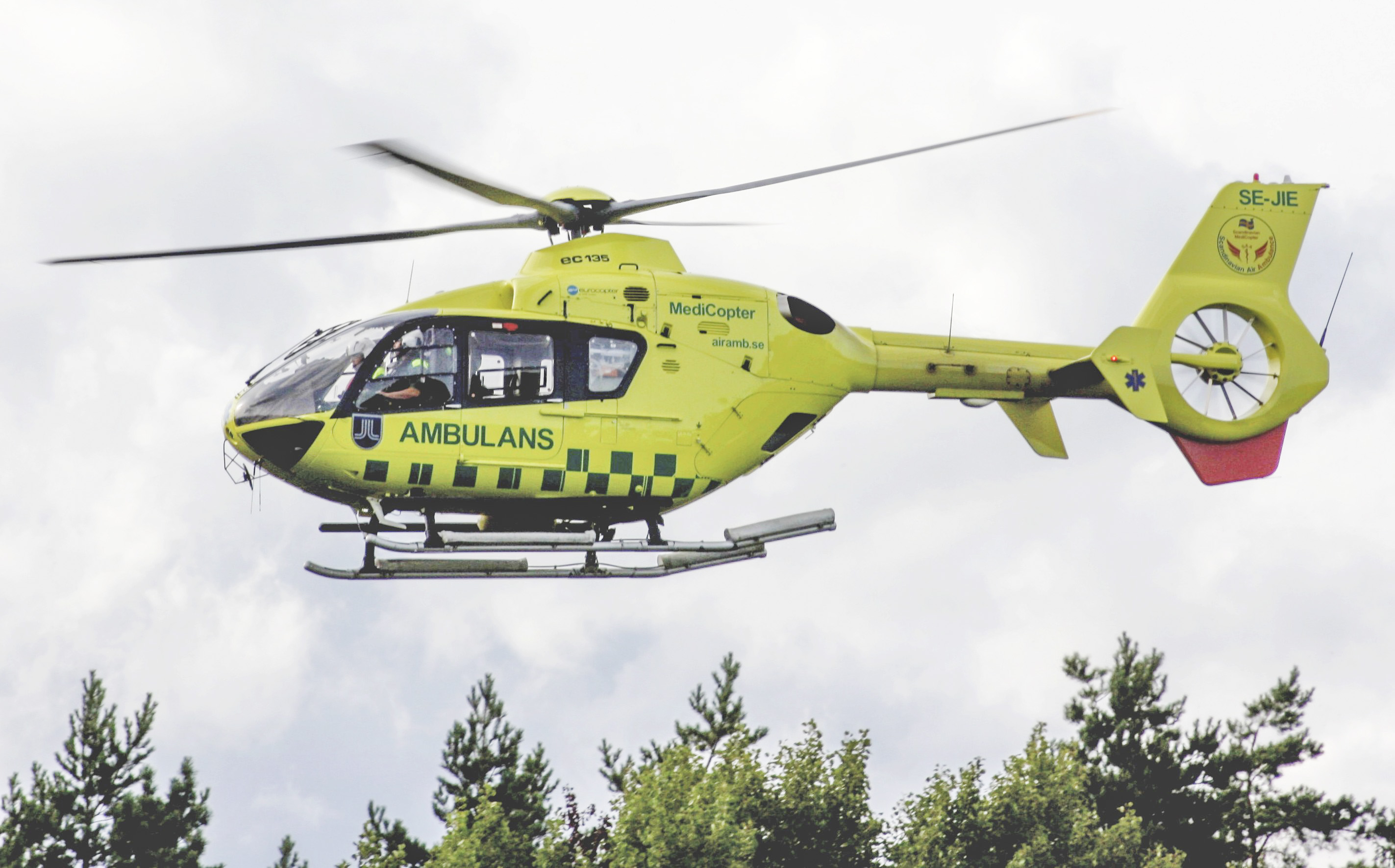
Ambulanshelikopter i Ljusterö

112 – luftens hjältar var en programserie som sändes i TV4 Plus under våren 2011. Tittarna fick följa med ambulanshelikopterteam samt ambulansflygpersonal i deras vardag och se deras arbete på nära håll. Inspelning gjordes i Östersund, Lycksele och Umeå. Medverkan var frivillig och patienterna tillfrågades innan något sändes. Programmet sändes i tolv avsnitt.